# St-Pierre (Mont-Saint-Michel)

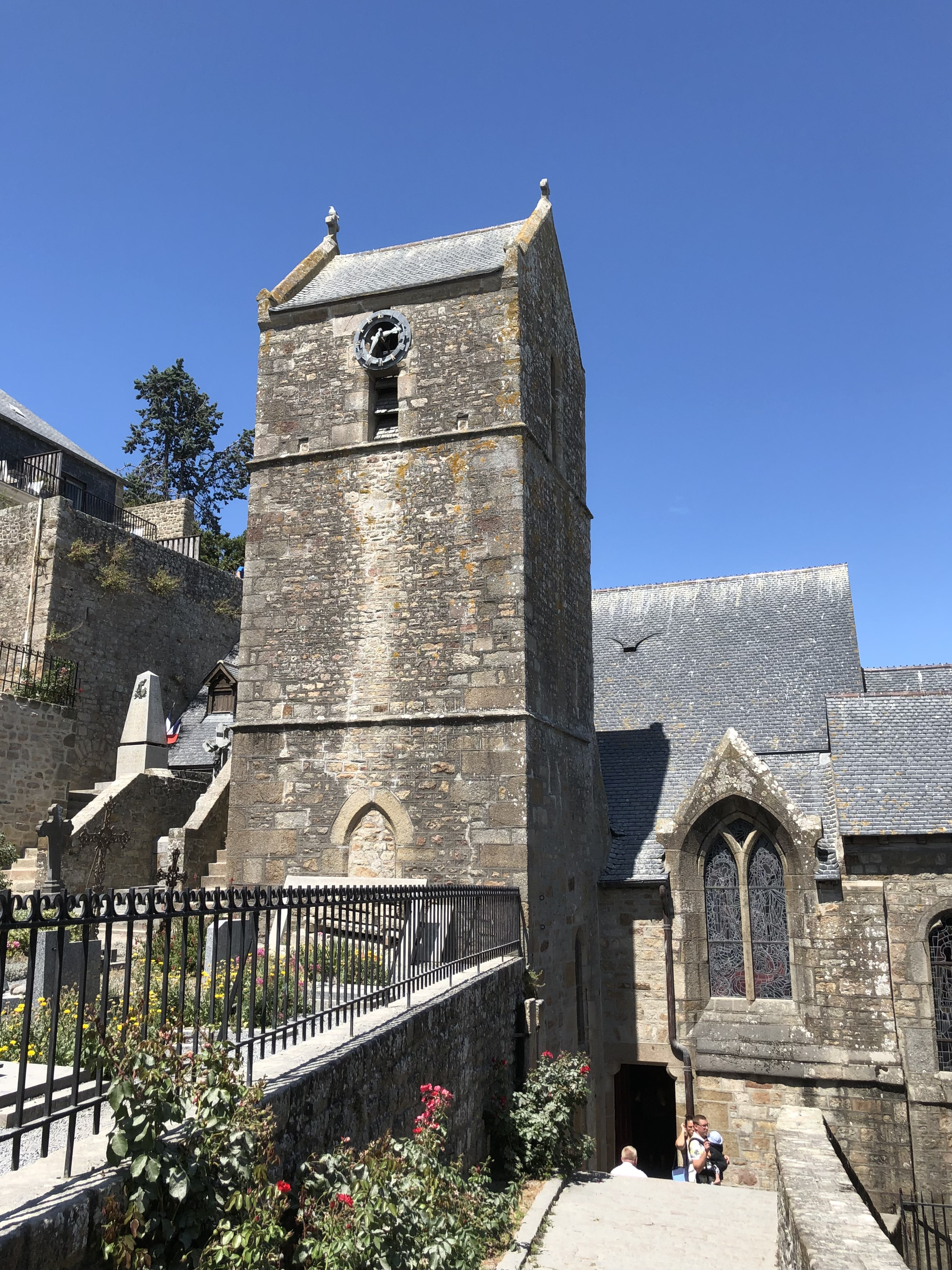
Kirche St-Pierre, Blick von Süden, 2022

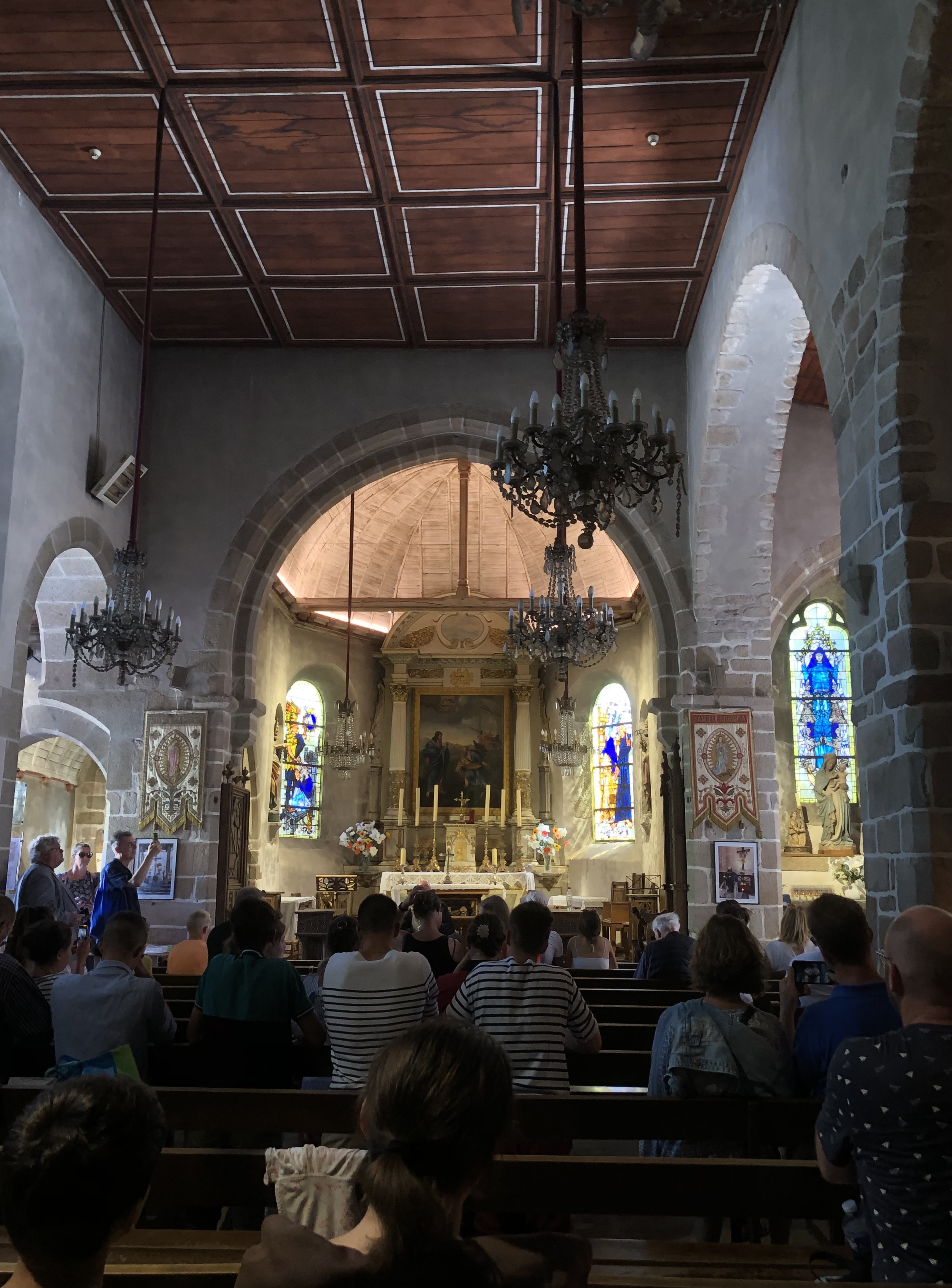
Blick durch das Kirchenschiff nach Osten

St-Pierre ist die römisch-katholische Pfarrkirche in Le Mont-Saint-Michel in Frankreich. Sie gehört zum Bistum Coutances.

## Lage
Die Kirche befindet sich im östlichen Teil der Insel Mont-Saint-Michel, im Zentrum des Orts. Südlich der Kirche liegt der Friedhof Mont-Saint-Michel.

## Architektur und Geschichte
Das Kirchengebäude geht bis auf das 11. Jahrhundert zurück. Aus dieser Zeit sind noch Säulen erhalten. Im 15. und 16. Jahrhundert wurde das Gebäude stark verändert. Das einschiffige mit seinem Chor nach Osten ausgerichtete Kirchenschiff wird von einem mittig auf der Südseite angeordneten Glockenturm überragt. Das Dach der Kirche ist mit Schieferschindeln eingedeckt.
Der im Kircheninneren befindliche Altar stammt aus dem Jahr 1660. In der Kirche befindet sich auch eine Statue, die den heiligen Michael im Kampf mit dem Drachen zeigt. Eine weitere Statue zeigt die heilige Anna, die Maria das Lesen beibringt. Vor der Kirche steht eine Jeanne-d’Arc-Statue.
Im Jahr 1886 wurde die Kirche zum Zentrum der Wallfahrtsbewegung.
Am 15. März 1909 wurde die Kirche als Monument Historique registriert. Die Kirche wird in der Liste der Monuments historiques in Le Mont-Saint-Michel unter der Nummer PA00110465 mit dem Status Classé geführt.